# Gerty Christoffels
Gerty Maria Christoffels (Hasselt, 10 september 1958 - Antwerpen, 12 oktober 2020) was een Belgisch presentatrice.

## Vroegere carrière
Christoffels was regentes en gaf les op verschillende scholen, in de vakken Nederlands, Engels en godsdienst.

## Programma's
Op 25 maart 1984 werd Christoffels aangenomen bij de toenmalige BRT. Ze mocht er het programma Boeketje Vlaanderen presenteren. Hierin ging ze op zoek naar interessante plaatsjes in Vlaanderen. Daarna presenteerde ze van 1989 tot 1991 het reportageprogramma Het ei van Christoffels.
Voor de BRT presenteerde Gerty ook nog het computerprogramma Personal Upgrade. Dit programma leerde mensen hoe ze moesten omgaan met het toen nieuwe fenomeen computers. Voor Personal Upgrade mocht ze ooit Bill Gates interviewen.
Haar grote doorbrak kwam als panellid van De Drie Wijzen.
In 1995 maakte Christoffels een overstap naar de commerciële zender VTM. Daar werd ze een vast panellid in het programma Wie van de drie?, gepresenteerd door Mimi Smith. Toen VTM besliste dat Mimi Lekker Thuis moest presenteren, nam Christoffels de presentatie van Wie van de drie? over. Christoffels presenteerde later ook het praatprogramma Gerty, De Surprise Show en Huiszoeking. 
Haar laatste liveshow dateerde van 2002. Het programma was getiteld Rijker dan je denkt. Samen met Francesca Vanthielen ging Christoffels op zoek naar spullen die eigenlijk meer waard waren dan de eigenaar dacht. Het ging dan vooral om antiek, verzamelingen, schilderijen e.d.
Later presenteerde Christoffels het programma Trouw met mij. Hierin volgde zij een man of een vrouw die een aanzoek ging doen. De origineelste aanzoeken kwamen aan bod en het hoogtepunt van het programma was natuurlijk het aanzoek zelf.
In 2004 nam Christoffels de presentatie van het tuinmagazine Groene Vingers over van Mark Demesmaeker. Het programma werd 26 keer per jaar uitgezonden. In 2006 werd Christoffels' contract bij VTM afgesloten en stopte ze dan ook met de presentatie van Groene Vingers. Officieel werd Christoffels' contract niet verlengd omdat VTM wilde afstappen van langdurige contracten. In hetzelfde verband werd ook Ingeborg Sergeant ontslagen. Maar de media opperden dat het vooral door Christoffels' leeftijd kwam dat ze door VTM werd afgedankt.
In 2006 was Christoffels samen met goede vriendin Frieda Van Wijck te zien in het programma Beste Vrienden op Eén.
Vanaf eind 2007 was ze vaak te zien als bijzitter tijdens De Laatste Show.
Op 13 november 2011 was ze te zien als een van de drie bekende Vlamingen die meededen aan De Pappenheimers.
In 2016 presenteerde ze op Eén de rubriek 'Hoe was je dag?' in 1000 zonnen. In datzelfde jaar maakte ze deel uit van de theatertournee De Drie Grijzen, waarin ze samen met Jacques Vermeire, Walter Grootaers en Kurt Van Eeghem herinneringen en anekdotes ophaalde uit hun tijd bij De Drie Wijzen.
In 2017 zat ze samen met Vermeire en Grootaers nog één keer in het panel van de nieuwe reeks De Drie Wijzen in een speciale aflevering ten voordele van "Iedereen tegen Kanker".
Na haar televisiecarrière bij VTM startte ze haar eigen communicatiebedrijf en gaf ze trainingen presentatie- en communicatietechnieken en mediatraining. In oktober 2017 acteerde ze in het toneelstuk De laatste kans.
Op maandag 12 oktober 2020 overleed Gerty Christoffels aan longkanker.

## Boeken
- In 2008 stelt Christoffels, samen met Eddy Van Gestel, voor Radio 1 het Mooiste Woorden Boek (ISBN 9789077981856) samen. Het boek bestaat uit gedichten en gedachten van 23 bekende Vlamingen, onder wie Christoffels zelf.
- In 2009 stelt Christoffels, opnieuw met Eddy Van Gestel, het boek Vrij Vrouwelijk (ISBN 9789079669172) samen. Het is een bundeling van 10 erotische verhalen, geschreven door 10 bekende vrouwen.
- In 2010 heeft ze in het boek De helft van mijn leven (ISBN 9789079669226) haar televisieverleden van zich afgeschreven.